# Corregimiento (Colombia)
Corregimiento (al plurale "corregimientos")  è un termine usato in Colombia per definire un tipo di suddivisione di area rurale di diversi municipi del paese, il quale include anche un centro abitato.
Secondo la costituzione della Colombia del 1991 e l'articolo 117 della legge 136 del 1994, il corregimiento è la parte interna di un municipio e gli si dà la facoltà al consiglio municipale perché tramite accordi si stabilisca detta divisione, con il fine di migliorare la prestazione dei servizi e assicurare la partecipazione della popolazione alla vita pubblica.
Il corregimiento si può suddividere a sua volta in vereda, e può contenere ispettorati di polizia e "villaggi".
Storicamente, un corregimiento era sotto la giurisdizione di un corregidor.

## Galleria d'immagini

Corregimientos del municipio de Cali.
Corregimientos del municipio de La Victoria.
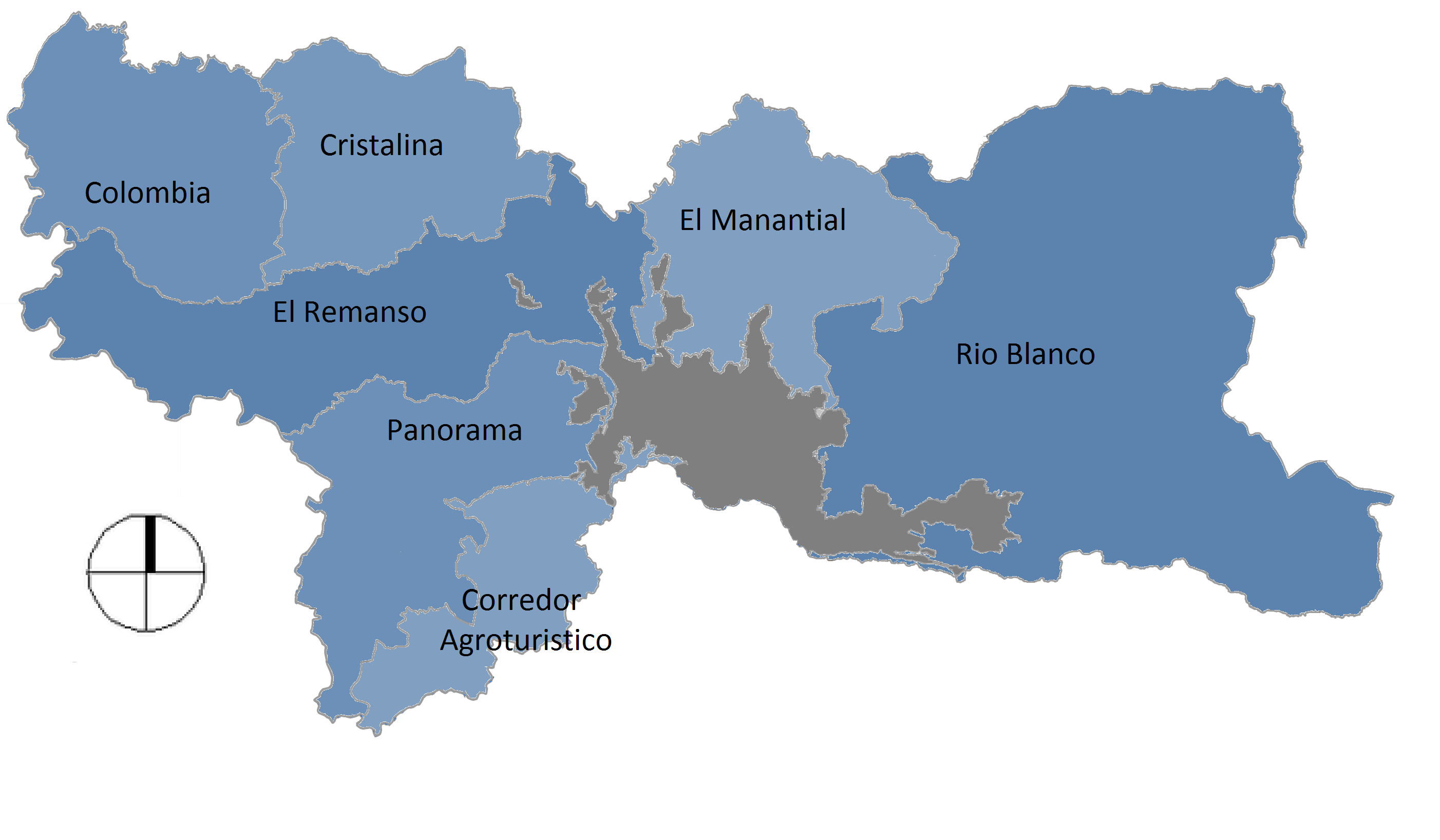
Corregimientos del municipio de Manizales.
Corregimientos del municipio de Medellín.
Corregimientos del municipio de Neiva.
Corregimientos del municipio de Popayán.
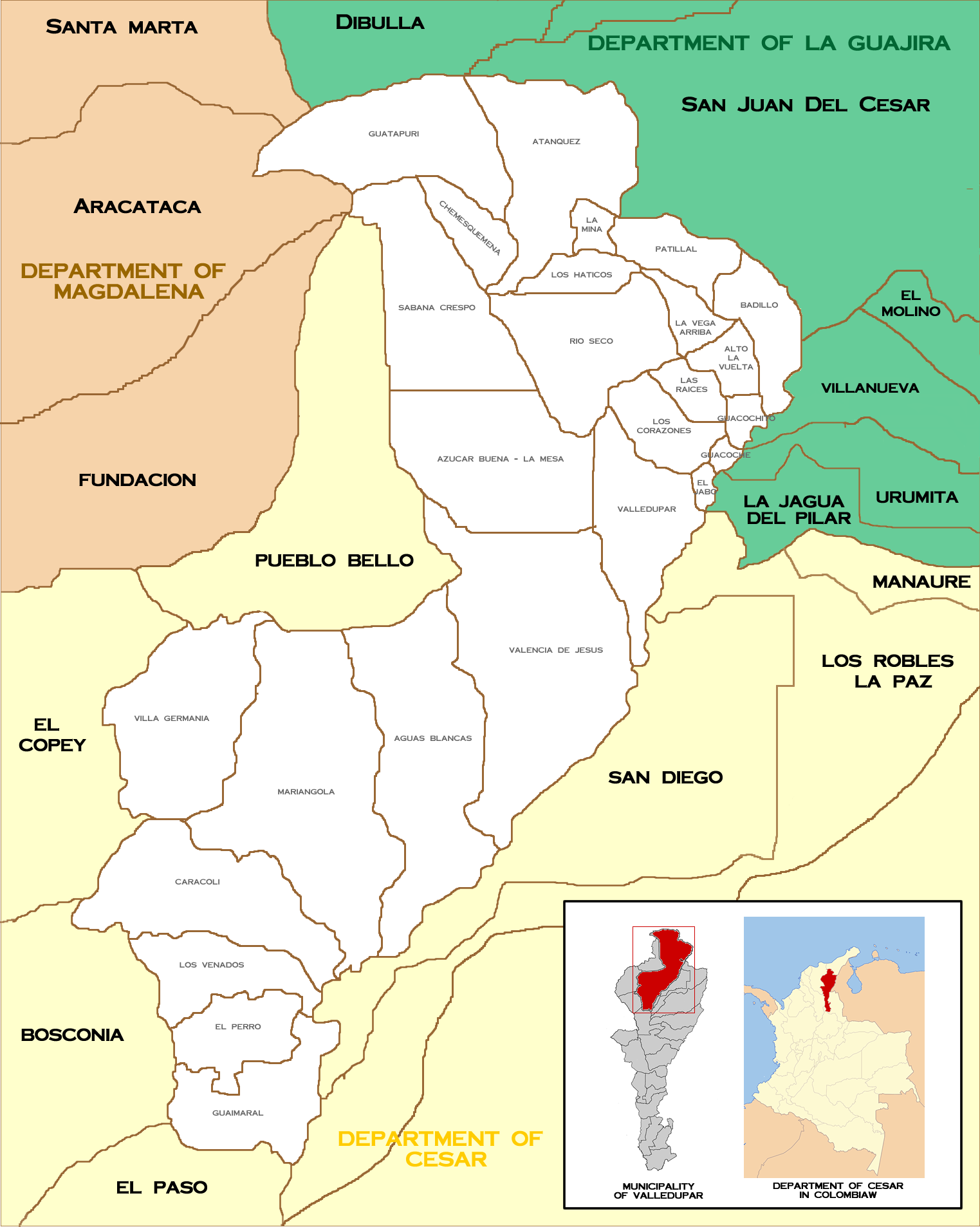
Corregimientos del municipio de Valledupar.
Corregimientos del municipio de Yarumal.